# Украина (дворец искусств)
Национальный дворец искусств «Украина» (укр. Національний палац мистецтв «Україна») — один из крупнейших концертных залов Киева и Украины, основное место проведения концертов и политических мероприятий. Расположен по адресу Большая Васильковская улица, 103, на месте бывшего Владимирского рынка.

## История
Открыт 17 апреля 1970 года (арх. Е. А. Маринченко, П. Н. Жилицкий, И. Г. Вайнер, за проектирование и сооружение первые двое были удостоены Государственной премии Украины им. Т. Г. Шевченко за 1971 год; инженеры П. М. Булаевский, В. Г. Федорченко) к 100-летию со дня рождения В. Ленина. Содержит более 300 помещений, разных по величине и функциональным назначениям. При строительстве здания широко использовались естественные и искусственные материалы — белый и розовый мрамор, гранит, известняк, стеклопрофилит, дерево, искусственная кожа и другие.
Основной концертный зал сегодня вмещает 3714 мест (проектная вместимость — 3780 мест). В плане дворец имеет форму трапеции (размеры 50×80×90 м; высота — 28 м, объём — 152 тыс. м3). Сцена вмещает около 1500 человек. При планировке и строительстве было использованы новаторские решения: 

Использование различных технических средств и архитектурное решение зала сделали его уникальным [и] в отношении акустических качеств.
Интерьеры и оборудование вестибюля и артистических помещений дворца «Украина» выполнены архитектором Ирмой Каракис.
В 1996 году был выполнен капитальный ремонт здания (проект реконструкции: архитекторы Т. И. Гнездилова, А. А. Думчев, А. М. Евко, В. В. Зубченко, В. И. Прусский, О. С. Суходубовский, С. А. Урети, Н. Ф. Швец), построены новый пресс-центр, оснащённый самым современным техническим оборудованием (конференц-система, оборудование синхронного перевода, мультимедийные проекторы, экраны, DVD-проигрыватели, видеомикшерный пульт), зал для переговоров, банкетный зал (110 м²). Смета составила порядка $80 млн и была превышена по сравнению с первоначальной в несколько раз. Вокруг нецелевого использования бюджетных средств возник скандал, затронувший президента (на то время — Л. Кучма), премьер-министра (на то время — В. Пустовойтенко) и ряд других чиновников.

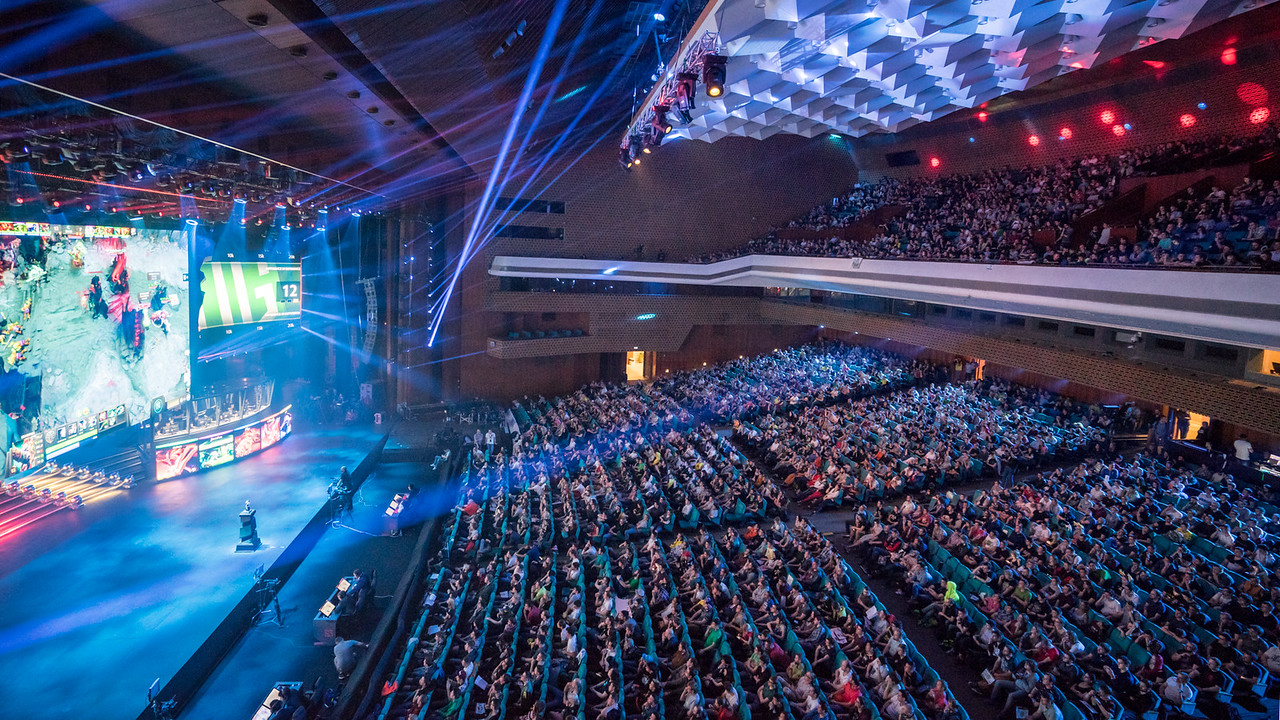
Зрительный зал

Первым крупным событием стал 42-й конкурс Мисс Европа-1997 который был проведён 6 сентября 1997 года.
22 апреля 1998 года Дворец получил статус национального «учитывая важное значение Дворца „Украина“ в проведении общегосударственных и международных общественно-политических и культурных мероприятий, его целенаправленную работу по развитию творческого потенциала украинского народа».
За период существования во Дворце проходили общегосударственные и международные общественно-политические мероприятия: съезды Коммунистической партии Украины (1971, 1976, 1981, 1986); празднование 1500-летия Киева (1982); инаугурации президентов Украины; празднования дней независимости Украины; торжества, посвящённые 2000-летию Рождества Христова и другие. На сцене Дворца выступали многие выдающиеся украинские и всемирно известные исполнители, среди которых Дмитрий Гнатюк, Иосиф Кобзон, Анатолий Соловьяненко, Монсеррат Кабалье, Патрисия Каас, Хосе Каррерас, Тото Кутуньо, Лучано Паваротти, Стинг и многие другие.
2 декабря 2011 года во дворце «Украина» прошла жеребьёвка финального раунда Чемпионата Европы по футболу 2012.
30 ноября 2013 года во дворце «Украина» прошёл Детский конкурс песни Евровидение 2013.
27—30 апреля 2017 года во дворце «Украина» прошёл киберспортивный турнир по компьютерной игре Dota 2: The Kiev Major.
29 октября—2 ноября 2017 года, в рамках всеукраинского тура «Интонации», народная артистка Украины Тина Кароль, установила абсолютный рекорд в истории украинской поп-музыки, дав семь сольных концертов подряд.